# Kodougou
Ne doit pas être confondu avec Koudougou.
Kodougou est une commune rurale située dans le département de Bourasso de la province de la Kossi dans la région de la Boucle du Mouhoun au Burkina Faso.